# Martin Vadas
Martin Vadas (* 30. listopadu 1953 Praha) je český dokumentarista, režisér, kameraman a producent, angažovaný ve věci poznání nacistické a komunistické totalitní minulosti na území bývalého Československa.

## Život, tvorba
Dědeček Jaroslav Vadas (10. dubna 1890 - 30. června 1952) založil v roce 1919 v Pardubicích elektrotechnickou firmu, z níž vybudoval prosperující továrnu (známá je zkoušečka napětí zvaná "Vadaska"). S manželkou Antonií měli tři syny - Jaroslava (nar. 1920), Zdeňka (nar. 1925) a Jiřího (nar. 1931). Zdeněk, který z politických důvodů nemohl dokončit studium práva, je otcem Martina Vadase.

Martin absolvoval FAMU (1980). Šestiměsíční stáž na pařížské Sorbonně a L'Ecole Louis Lumière (1978–1979). Na FAMU v letech 1982–2002 odborným asistentem Katedry dokumentární tvorby. V roce 1992 šéfredaktor Redakce zpravodajství Československé televize, v letech 2004–2005 vedoucí dílny a koordinátor specializace Televizní publicistika VOŠP v Praze.
Členem Českého filmového a televizního svazu FITES je od roku 1990, v letech 2000 až 2001 členem jeho výkonného výboru, od roku 2012 místopředseda VV FITES, v roce 2014 zvolen předsedou, znovu v r. 2016 a napotřetí 2018 do prosince 2020. Od prosince 2020 místopředsedou FITES. Od 2023 členem VV FITES. Člen a jeden z mluvčích Svobodu médiím! z.s. od ledna 2021.
Vedle mnoha jiných filmů je autorem dokumentárního filmu z roku 1996 Země bez hrdinů, země bez zločinců... (ČT 1996 – 58 min.) o odbojové činnosti skupiny bratrů Ctirada a Josefa Mašínů, Milana Paumera, Václava Švédy, Zbyňka Janaty a Vladimíra Hradce na území bývalého Československa na počátku padesátých let 20. století. První tři jmenovaní účastníci třetího odboje byli začátkem roku 2008 vyznamenáni medailí premiéra Mirka Topolánka. Stříbrná lípa ministra obrany 2011. Ing. Zdenka Mašínová, Ctirad Mašín, Milan Paumer, Václav Švéda, Zbyněk Janata a ing. Vladimír Hradec v r. 2022 obdrželi Osvědčení účastníka III. odboje od Ministerstva obrany ČR.
V letech 2005 až 2009 pracoval na Zpřístupnění procesu s vedením záškodnického spiknutí proti republice se skupinou Dr. Milady Horákové z roku 1950 veřejnosti, školám a knihovnám v České republice aj. Navrhl zařazení světově unikátního filmového fragmentu z NFA a souboru dokumentů na seznam Národních kulturních památek. Dne 22. dubna 2008 (číslo jednací MV-36116-2/AS-2008) podle §21 odst. 4 zákona prohlášen soubor zabezpečovacích filmových materiálů na bezpečném polyesterovém podkladu dokumentujících "Proces s vedením záškodnického spiknutí proti republice" za archivní kulturní památku evidovanou Odborem archivní správy a spisové služby MV ČR pod č. 147. Jde o první a zatím jediný filmový materiál, který je archivní kulturní památkou v Česku. Ve výročních dnech procesu 31. května – 9. června 2009 odvysílala Česká televize dokumentární sérii Proces H (10 dílů o délce 52 min.)
Filmově dokumentuje mimo jiné i příběh Vladimíra Hučína – komentované letopisy Letní filmové školy Uherské Hradiště 2005 OS Přerov 6. 10. 2004, Svatý Hostýn – srpen 2004 (dva z letopisů na téma Svoboda projevu, 2005) a půlhodinový dokument Pravdě podobný příběh Vladimíra Hučína (vyrobilo Televizní studio Brno, ČT 2006).

### Osobní život
Má tři dospělé děti, dceru Rebeku z manželství s Mgr. Simonou Krchovou Vadasovou a syny Vincenta a Sebastiána z manželství s Mgr. Monikou Vadasovou, roz. Elšíkovou, které skončilo v r. 2005. 
Člen Tenisového oddílu TJ Břevnov od 1981 dosud. 
Sjezdové lyžování výkonnostně od 1970 TJ Slavia Žižkov, TJ Slavia Umělecké školy od 1975 do 2003, licenční trenér sjezdových disciplín Svazu lyžování.

## Politika
Martin Vadas zaslal dotaz Ústavnímu soudu ohledně pramenů novináře Petra Uhla, který se v Právu dne 25. března 2006 v rubrice Publicistika – v článku Ústavní soud uznal třídní boj – snažil zpochybnit nález Ústavního soudu spisové značky II. ÚS 243/05 vyhlášený dne 22. března 2006.
Poté v žádosti o uveřejnění nálezu Ústavního soudu Martin Vadas napsal tiskovému mluvčímu Ústavního soudu:
… Autor Uhl zřejmě disponuje nadstandardními informacemi ze zákulisí Ústavního soudu, když o rozhodovacím procesu jeho tříčlenného senátu napsal: „Rozhodnutí ÚS, které prosadila Dagmar Lastovecká přes odpor soudce Nykodýma…" 
Petr Uhl výběrově neuznává platné zákony České republiky, neuznává princip presumpce neviny, a nectí ani její ústavní instituce. Přitom kandiduje za Stranu zelených do Parlamentu České republiky a píše umanuté štvavé články do tzv. Práva (vzpomeňme na „Politické otazníky nad Hučínem“ Právo 25. listopadu 2005 – Petr Uhl, str. 07, „Nechme soud Hučína soudit“ Právo 16.2.2002 ad.). Domnívám se, že Ing. Uhlovi by měli věnovat pozornost nejen jeho straničtí kolegové a voliči, ale i orgány dozorující extremistické skupiny v ČR.

## Publicistika
- Například:
- Televize veřejné služby: několik pochybností, zkušeností, diváckých zážitků a pár teček nakonec. Příspěvek do jednoho z panelů z Konference „Česká televize – věc veřejná“ věnované budoucnosti televize veřejné služby v ČR – Kongresové centrum Praha listopad 2000, str. 50–60[3]
- "Veřejná hysterie okolo České televize" – článek vyšel v denících Slovo/Zemské noviny dne 22. 12. 2000[4]
- Doslov Vladimír Hučín v poločase ke knize Vlastimila Podrackého Hrdinům se neděkuje. Vyd. Marek Belza, nakladatel v Krásné Lípě, ISBN 80-903360-7-8
- Rozhovor s paní Zdenkou Mašínovou ve druhém upraveném a doplněném vydání knížky "Vladimír Hučín: Není to o mně, ale o nás", kterou vydalo nakladatelství Nuabi v Praze roku 2008 (ISBN 978-80-254-2779-8). Rozhovor vyšel též spolu s texty Jaromíra Štětiny a Jiřího Pernese v publikaci Pravda o Vladimírovi Hučínovi Nuabi 2008.
- Stud Čechů za komunistickou „školu nenávisti“ – předmluva ke knížce Pavlíny Formánkové Kourové a Petra Koury Žádáme trest smrti! vydal Ústav pro studium totalitních režimů v roce 2008 – ISBN 978-80-87211-03-8

## Filmografie
"Ateliérová scéna" III.ročníku oboru filmový a televizní obraz FAMU Velikonoce Kamila Morávka je studentským 17 min. 35mm hraným filmem Petra Nýdrleho a Martina Vadase z roku 1978 natočeným na motivy stejnojmenné povídky Jiřího Suchého.
Absolventský film FAMU Evžen mezi námi – natočil společně s Petrem Nýdrlem a Janem Krausem. Jedná se o celovečerní hraný film v délce 76 minut © FAMU 1981 a FSB 1991. Po premiéře na semináři profesora A. M. Brousila FAMU film zavřela do trezoru. Původní záměr uvést film v kinech se vzhledem k tématu a jeho přesvědčivému ztvárnění zpozdil o deset let, až do října 1990. Martin Vadas za něj byl oceněn cenou za produkci Československého literárního fondu v roce 1991. Československou televizí byl film vysílán v říjnu 1991. Obnovená premiéra po třiceti letech na MFF Karlovy Vary 2011 před zaplněným velkým sálem hotelu Thermal. Česká televize film vysílala v r. 2013.
V 80. letech 20. století natáčel (spolu s dalšími) etnografické projekty Jany Ševčíkové Piemule (1978–1981 z Banátu) a Jakub z Rumunska a Československo – natáčení 1985–1989).
V letech 1985–1990 se jako autor námětů, scénáře, kameraman a režisér podílel na několika dokumentárních 35mm filmech o architektuře a výstavbě Prahy pro Krátký film Praha, mimo jiné:
- V Praze roku 1985
- Královská cesta
- Žižkov v jedenáctém roce přestavby

Pracoval dále jako kameraman filmů a videoprogramů pro Art Centrum, Krátký film Praha a Československou televizi Praha, při níž spolupracoval s režiséry a scenáristy Jaroslavem Hovorkou, Vladimírem Mertou, Bohuslavem Blažkem, Markem Šebesťákem, Ivanem Kučerou, Ivo Novotným a dalšími.
Od 90. let minulého století autor námětů, scénáře, kameraman a režisér (občas také producent) řady dokumentárních filmu, z nichž některé byly produkovány nebo koprodukovány a odvysílány Československou a později Českou televizi, mj.:
- Diagnóza '90 aneb malé české a slovenské rituály – dokumentární film o iniciačních rituálech a psychotraumatizaci ve skupině (šikaně) 76 min. © ČST Praha 1991
- Pelerins d'un Ardent Desir – © Taize – Francie 1991
- Nevstoupíš dvakrát do téže továrny – návštěva tzv. oprávněných osob v objektu bývalého Elektrotechnického závodu VADAS v Pardubicích před restituci © ČST Praha 1991
- Otec, matka a Michael Kocábovi © TS 11 ČT 1992
- Co s televizí? – scénář a moderování TV besedy – © RZ ČST 1992
- Štědrý večer mimo domov © RZ ČST 1992
- Vánoční rozhovor s P. Václavem Malým © RZ ČST 1992
- Kanafas c. 83/1993 Filmové školy včera a dnes © Program KF a.s. 1993
- Americké filmové školy © PROGRAM K.F. a. s. 1993
- Příběh Marty Ch. © Česká televize 1994
- Americký zápisník Vladimíra Merty, vyrobil Martin Vadas © ČT 1994
- TELEkomunikační martyrium © ČT 1994)
- Zpráva o cestě za tlustou čáru, vyrobil Martin Vadas a ČT © ČT 1994
- Alois mezi námi – dokumentární film o procesu odpouštění na příběhu P.A. Kánského, pro Křesťanský magazín vyrobil Martin Vadas a ČT © ČT 1994
- Opus bonum Anastáze Opaska – pro Křesťanský magazín, vyrobil Martin Vadas © ČT 1995
- Jak se máte, Mašínovi? – krátký dokumentární film o kariérách bratří Ctirada a Josefa Mašínů v USA - 10 min. © ČT 1995
- Cesty do nebe – Návraty Oty Krause, bývalého vězně vyhlazovacího tábora do Osvětimi – 60 min. © Martin Vadas 1996
- Země bez hrdinů, země bez zločinců... – dokumentární film o odbojové činnosti skupiny bratří Ctirada a Josefa Mašínů na území bývalé ČSR (57 min. © ČT 1996 – čestné uznání u příležitosti udělování audiovizuálních cen TRILOBIT 1996[5]
- Piják absintu – Žurnál KF a. s. – společně se Soňou Pajerovou © ČT 1994
- GENUS – profesor MUDr. Jan J. Opplt – vyrobila Febio s.r.o. © ČT 1996
- Činnost okrskové volební komise – volby do PS PČR 1996
- Činnost okrskové volební komise – volby do Senátu P ČR 1996 – pro ČSÚ a MV ČR vyrobila ČT © ČSÚ 1996
- Ta naše Slavia česká – o happeningu okolo pronájmu kavárny Slavia v Praze – dokumentární cyklus OKO Febio, s.r.o. © ČT 1993
- Mám strach – dokumentární cyklus OKO Febio, s.r.o. © ČT 1995
- Pod tlustou čárou – o návštěvě českých novinářů v archívu Stasi v Berlíně – dokumentární cyklus OKO Febio, s.r.o. © ČT 1995
- Vysoké školy před zákonem, vyrobil Martin Vadas a ČT © ČT 1996
- Dramaturgie dokumentárního filmu Kristíny Vlachové Řekl jsi ďáblovi ne? © RZ ČST 1992 a Vladimíra Merty Veselý starobinec Sváti Karáska – vyrobil Martin Vadas © ČT 1998
- Režie a kamera dvaceti pěti hraných satirických pořadů podle scénářů Jana Krause a Jiřího Ornesta pro Českou televizi Dvaadvacítka © ČT 1997–1999
- …Nenechám tu rozvaliny… – scénář, kamera a režie dokumentárního filmu podle námětu Dany Slanařové © ČT 1998
- Cikáni jdou… – scénář, produkce, kamera a režie dokumentárního filmu podle námětu Dany Slanařové, vyrobil Martin Vadas a Česká televize © ČT 1998
- Proti komunismu se zbraní v ruce – dokumentární film z cyklu Jak to bylo doopravdy – scénář, kamera a režie © ČT 1999,
- Cesty Zdeňka Mácala – portrét světoznámého amerického dirigenta moravského původu – námět, scénář, kamera, režie; vyrobil Martin Vadas © ČT 1999
- Cesty víry – scénář, kamera a režie pořadu 05/2000 © ČT 2000
- Sčítací komisaři a sčítací revizoři – Sčítání lidu, domů a bytů v roce 2001; Sebe sčítej, aby se s Tebou počítalo – instrukční a informativní videoprogramy, vyrobila ČT pro © Český statistický úřad 2001
- Podnikatel roku 2002 – DVD, vyrobil Martin Vadas a Petr Havlíček © Ernst&Young CZ 2002,
- Příběhy Zálezlic – 28 min. sběrný dokument o v r. 2002 záplavami poničené obci © ČT 2003
- Komentované pásmo letopisů na téma Svoboda projevu pro Letní filmovou školu (LFŠ) v Uherském Hradišti 2005 s částmi:
  - Žofín květen 2004 – politický mítink Konfederace politických vězňů (KPV)
  - Kuba libre 2004 – o podpoře Pražanů vězněným kubánským disidentům v symbolické kleci na Václavském náměstí,
  - Týden krajanů v ČR říjen 2004 – v Modré posluchárně UK v Celetné ulici se uskutečnilo hlasování o nedobrovolném odchodu dopisovatele Haló novin z posluchárny.
  - OS Přerov 6.10.2004 – zásah Justiční stráže a Policie ČR proti veřejnosti dožadující se ústavního práva na veřejný proces s Vladimírem Hučínem.
  - Svatý Hostýn – srpen 2004 – o dalším politickém setkání KPV s politiky KDU-ČSL a poslancem Markem Bendou (ODS) a jeho „narušitelích“, kteří se domáhali slova s tričky a plakáty s portrétem člena KPV Vladimíra Hučína se zalepenými ústy
- Svátek práce – 1. máj 2005 na Letné – Policie ČR na shromáždění příznivců KSČM neprofesionálně a zřejmě i v rozporu se zákonem zakročila na pokyn řečnícího Miroslava Grebeníčka, předsedy Komunistické strany Čech a Moravy, proti Janu Šináglovi.
- Komentovaný letopis – světová premiéra 7 hod. fragmentu filmového záznamu Procesu s Dr. Horákovou a dalšími – čtyřnásobné politické justiční vraždy z roku 1950 – představil Martin Vadas v programu (3 x 3 hodiny) na Letní filmové škole (LFŠ) v Uherském Hradišti 24. a 25. 7. 2005 s kolektivem šesti historiků – Vladimír Opěla, ředitel NFA, PhDr. Zora Dvořáková, PhDr. Petr Blažek, PhD. Petr Koura, Mgr. Petr Cajthaml, Mgr. Josef Halla a PhDr. Antonín Kostlán. Reprízy 13. 3. 2006 na Ústavu dějin filmu a audiovizuální kultury FF MU za účasti ing. Josefa Lesáka, Mgr. Karolíny Pátkové, JUDr. Elišky Wagnerové a historiků Petra Blažka, Josefa Hally, Petra Koury a Martina Vadase, 17. a 18. srpna 2006 v Divadle 7 a půl v Kabinetu múz v Brně za účasti historiků Petra Blažka, Josefa Hally, Petra Koury a Martina Vadase, 27. srpna 2006 pro studentské sdružení Per Artes (součást širšího spolku Škola Aria) ve Svatém Janu pod Skalou za účasti historiků Petra Blažka, Tomáše Bursíka, filmových historiček Karolíny Pátkové a Evy Pavlíkové z NFA a Martina Vadase.
- Pravdě podobný příběh Vladimíra Hučína – aktuální dokument o pronásledování odpůrce komunismu v současné České republice – 28 min. scénář, kamera a režie Martin Vadas © Vyrobilo TS Brno © ČT 2006.
- Dokumentární série Proces H (10 x 52 min., scénář, kamera a režie: Martin Vadas. Vyrobila a © ČT 2009 ) den po dni zpřístupňuje přípravu, průběh a jednotlivé aktéry Procesu s vedením záškodnického spiknutí proti republice se skupinou Dr. Milady Horákové, jak probíhal před Státním soudem v Praze na Pankráci v roce 1950. Až po čtyři popravy dne 27. 6. 1950, cena FITESu a Města Beroun TRILOBIT BEROUN 2009 „za ideu, prosazení a realizaci dokumentárního projektu Proces H“.
- Těla nevydávat – dokumentární film podle scénáře Zory Dvořákové a Marka Janáče – 26 min. ČT 2011
- Dlouhý srpen Jiřího Krejčíka, dokumentární film 57 min. 10 sec., vedoucí projektu, výkonný producent, kamera Jiří Krejčík, ml., Martin Vadas, námět, scénář a režie Jiří Krejčík, ve společnosti Martina Vadase vyrobila © Česká televize 2012, www.ceskatelevize.cz
- Nízká Vysoká hra – dokumentární film 86 min. © Česká televize a Martin Vadas 2014 – příběh jedné propagandy Československé televize z normalizačních let 1973 – 1977, režisér na dokumentu pracoval od roku 1990, postupně sbíral archiválie a výpovědi, ale až v roce 2013 se podařilo získat ke spolupráci Tvůrčí producentskou skupinu Petra Kubici, Českou televizi a její archiv, bez kterého nebylo možné projekt dokončit. Světová premiéra 25.10.2014 v 16 hod. Malá scéna Horáckého divadla v Jihlavě. CENA POROTY u příležitosti audiovizuálních cen TRILOBIT Beroun 2016
- Cesty dětí – dokumentární film 52 min. © Česká televize 2016 – Tvůrčí producentská skupina Petra Kubici, námět a scénář: Jarmila Doležalová a Martin Vadas, režie: Martin Vadas. Dokument o cestách a změnách identit dětí z nacisty vypálených obcí Lidice a Ležáky.[6]
- KDO JINÉMU JÁMU Rudolf Slánský – dokumentární film 87 min. © Česká televize 2020 – vyrobila Tvůrčí producentská skupina Aleny Müllerové, dramaturgie Jana Hádková, kamera: Antonín Weiser, námět, scénář a režie: Martin Vadas. Nominace na cenu Český lev České filmové a televizní akademie 2021 v kategorii dokumentární film. Film Martina Vadase vypráví životní příběh Rudolfa Slánského (nar. 31. 7. 1901 v Nezvěsticích – popraven 3. 12. 1952 v Praze – Věznice Pankrác), bývalého generálního tajemníka Komunistické strany Československa a místopředsedy vlády Československé republiky.[7]
- Dokumentární film Rod Mašínů v Lošanech 18,47 min. a další videa do expozice Památníku tří odbojů – Mašínův statek v Lošanech u Kolína (26. 8. 2022).
- Dokumentární film I.ČLTK stotřicet let k dnešku o historii tenisu na Štvanici  14,19 min. © I.Český Lawn - Tennis Klub Praha 2023

Kameramanská činnost
- Invaze – námět, scénář: Bohuslav Blažek a Vladimír Merta, režie: Vladimír Merta, ve filmu vystupují Bohuslav Blažek, Bedřich Moldán, Martin Peterka, Dan Pokorný, Josef Vavroušek, Vladimír Vrecion, výroba: Art Centrum © Výzkumný ústav architektury 1987[8]
- Bugrband – námět, scénář a režie: Vladimír Merta, výroba: K2 sro. © ČT 1995
- Anna Birjuková – scénář a režie: Monika Elšíková © ČT 1995
- Mezi ploty – scénář a režie: Vladimír Merta. © ČT 1995
- Mišpacha je rodina – námět, scénář a režie: Vladimír Merta © ČT 1996
- Veselý starobinec Sváti Karáska © ČT 1998 režie: Vladimír Merta
- Propast – hraný příběh na motivy povídky L.N. Andrejeva, scénář a režie: Monika Elšíková © Monika Elšíková 1998),
- Tajná řeč těla – dokument o práci žáků a žákyň Idy Kelarové, režie: Vladimír Merta, © ČT 1998) Bronzový klíč v kategorii dokumentů na festivalu Art Film Trenčianské Teplice (1998)
- Ozvěny ženské duše © ČT 1998), dokumentární hudební esej Vladimíra Merty a Idy Kelarové; na festivalu ETNOFILM Čadca 1998 – Velká cena Zlatý turoň
- Proměny Bokomary – dokumentární esej Vladimíra Merty © ČT 1998,
- Zpráva o Králi Šumavy – režie: Kristína Vlachová © ČT 2000,
- Fotograf v zahradě, dokumentární film o ateliéru Josefa Sudka, © Sanda s.r.o. 2000), režie: Marie Šandová[9]
- Věž smrti © ČT 2002, spolu s dalšími, režie: Kristína Vlachová – cena Trilobit 2002
- Cesty víry – dokumentární film Parlament nebo kostel – o poslanci a faráři Svatoplukovi Karáskovi režie: Vladimír Merta © ČT 2003
- Rodiče a děti – tematický večer na ČT2 1.6.2003 scénář a režie: Monika Elšíková © ČT 2003
- Jak je důležité míti Filípka – koprodukce dok.film, režie: Monika Elšíkova © M.V. a ČT 2003
- Velká voda – dokumentární film o povodni v Praze 2002 spolu s dalšími, Levý břeh – režie: Marie Šandova a další © ČT 2003
- Cesty víry – Jsem žid a zdráv – dokumentární film o hledání židovské identity v dnešních Čechách a na Moravě režie: Vladimír Merta © ČT 2003
- Miroslav Tichý fotograf – scénář a režie: Roman Buxbaum © Roman Buxbaum 2005
- Nové ústředí Skupiny ČSOB – Hrubá stavba Radlice, režie Marie Šandová © Sanda s.r.o. 2006
- Dračí setba – Šestnáct let od r. 1989 – autorka dokumentuje období postkomunistické transformace – kamera Antonín Daňhel, Petr Dus, Libor Hlavatý, Josef Haberland, Karel Slach, Martin Vadas, Jakub Vrhel, scénář a režie Kristina Vlachová © Alma Prague Production 2006
- Tarzan v důchodě, Miroslav Tichý – Nedávno objevený světový fotograf z Kyjova, který žije celý život mimo společnost. Režie Roman Buxbaum © Roman Buxbaum a ČT 2008
- Proměna údolí (Radlice) – spolu s dalšími kameramany, režie Marie Šandová 58´© Sanda s.r.o. 2008
- RESTART 1/ 2009 Buď anebo o knize života písničkáře K. – Příběh písničkáře a rozhlasového redaktora, který v průběhu boje s rakovinu prošel vnitřní proměnou. Režie Vladimír Merta. Vysílání: 8.1.2009 čtvrtek 22.15 Česká televize, program ČT2
- RESTART 4/ 2009 Vnitřní zrak – slyšící ruce zvukaře Pavla – Příběh slepého zvukaře, který navzdory svému handicapu žije nesmírně naplněným a svobodným životem. Režie Vladimír Merta. Vysílání: 29.1.2009 čtvrtek 22.15 Česká televize, program ČT2
- RESTART 7/ 2009 Zahojené jizvy – Renata má vlastní adresu – Příběh ženy, která si dokázala vytvořit samostatný domov navzdory tomu, že zázemí původní rodiny nikdy nepoznala. Režie Marie Šandová. Vysílání: 19.2. 2009 čtvrtek 22.15 Česká televize, program ČT2, Hlavní cena Křišťálové srdce v kategorii Zdravý životní styl MFF Poděbrady červen 2009
- RESTART 8 / 2009 Nevíš dne ani hodiny – knihovnice Jana trenérkou paměti – Příběh ženy, která po padesátce změnila profesi a pomáhá zejména postiženým lidem a seniorům rozvíjet paměť a pečovat o vlastní mozek. Režie Marie Šandová, Vysílání: 12.2. 2009 čtvrtek 22.15 Česká televize, program ČT2
- Vzkaz Evy Jiřičné – scénář Zuzana Šimůnková, Marie Šandová, režie Marie Šandová – ČT 2010
- "24" dokumentární pásmo Kamily Zlatuškové, kameraman 2 min. příspěvku rež. Jiřího Krejčíka – ČT 2012
- PRÉSENCE À DIEU – BÝT S BOHEM - La vie cistercienne a Sept-Fons, dokumentární film o komunitě řádu trapistů ve francouzském Sept-Fons režisérky Marie Šandové - 35 min. – © Sanda s.r.o. 2014
- OPŘI ŽEBŘÍK O NEBE – dokumentární film z let 2009 – 2014, 1 hod. 40 min. © Jana Ševčíková 2014, Film vypráví o P. Mariánu Kuffovi, slovenském knězi z podtatranských Žakovců, který na své faře poskytuje azyl propuštěným vězňům, alkoholikům, narkomanům a dalším potřebným lidem. scénář, režie, produkce Jana Ševčíková, kamera: Jaromír Kačer, záskok Martin Vadas, CENA TRILOBIT BEROUN 2014, CENA KRITIKY 2015, CENA ARASu 2015, CENA Pavla Kouteckého 2015, ČESKÝ LEV 2016,
- ŠEDÁ ZÓNA – dokumentární esej Vladimíra Merty o lidech mezi undergroundem a kolaborací, námět, scénář a režie: Vladimír Merta 3 x 52 min. – ČT 2014
- "Muzeum Nadace Louis Vuitton" – Marie Šandová natáčela reportáž o výstavbě galerie Nadace Louis Vuitton v 8 avenue du Mahatma Gandhi, Bois de Boulogne, 75116 Paris 4 roky. Česká televize ji odvysílala v pořadu Objektiv v neděli 13.3. v 10,35 na programu ČT 1. Jde o třetí závěrečnou reportáž celého pořadu od 19:03 min. K vysílání režisérka a producentka připravila i text a fotografie stavby Nadace Louis Vuitton pro Blog Objektivu – Zápisky z cest.
- Město Člověk Strom dokumentární film Marie Šandové o výstavbě a životním prostředím v Radlicích, režie Marie Šandová 58´ © Sanda s.r.o. 2020
- Zrcadlo baroka 1. – 4. dil – dokumentární časosběrné filmy režisérky a producentky Marie Šandové o dostavbě východního ambitu Muzea a galerie severního Plzeňska v Mariánské Týnici, p.o. – poutního areálu v Mariánské Týnici u Kralovic podle původního projektu barokního architekta Jana Blažeje Santiniho. © Sanda s.r.o. 2020. Díl 4. Druhý rok stavby - jaro 2019 – jaro 2020. Scénář a režie Marie Šandová 58´ © Sanda s.r.o. 2020
- Herecká role kapitána Jurečky ve filmu režiséra Martina Krejčího a kameramana Štěpána Kučery - Strach 2013

## Osobní ocenění
- 2009 Cena TRILOBIT BEROUN – za dokumentární sérii Proces H (ČT 2009)
- 2016 Cena poroty TRILOBIT BEROUN[10]
- 2017 FRAGMENTY PAMĚTI – SYMPOSION FP, z.s. v Senátu Parlamentu České republiky
- 2022 Cena TVŮRCE PAMĚTI 12.11.2022 na Festivalu NEZLOMNÍ A OBĚTOVANÍ Muzea paměti XX. století hl. m. Praha[11]
- 2023 Ústav pro studium totalitních režimů ve čtvrtek 19. ledna 2023 v Senátu Parlamentu ČR slavnostně předal své CENY ZA SVOBODU A DEMOKRACII 2022, mezi 21 oceněnými i Martinovi Vadasovi za mimořádný přínos k reflexi novodobých dějin[12]